# Белокуракинская волость
Белокура́кинская во́лость — историческая административно-территориальная единица Старобельского уезда Харьковской губернии с центром в слободе Белокуракино.
По состоянию на 1885 год состояла из 6 поселений, 8 сельских общин. Население — 10 524 человек (5 205 мужского пола и 5 319 — женского), 959 дворовых хозяйств.
|                        | Площадь, десятин | В том числе пахотной, дес. |
| ---------------------- | ---------------- | -------------------------- |
| Сельских общин         | 25987            | 22321                      |
| Частной собственности  | —                | -                          |
| Казенной собственности | —                | -                          |
| Другой собственности   | 297              | 297                        |
| В целом                | 26284            | 22618                      |

Основные поселения волости по состоянию на 1885 год:
- Белокуракино — бывшая государственная слобода при реке Белая в 30 верстах от уездного города, 5 431 человек, 834 дворовых хозяйства, православная церковь, школа, постоялый двор, 9 лавок, базары по воскресеньям.
- Демьяновка — бывшая государственная слобода, 773 человека, 272 дворовых хозяйства, православная церковь.
- Ерёмин — бывший государственный хутор, 541 человек, 76 дворовых хозяйств.
- Лизино — бывшее государственное село,  1 032 человека, 147 дворовых хозяйств, православная церковь.
- Лубянка — бывший государственный хутор при реке Белая, 1 102 человека, 150 дворовых хозяйств.
- Шапарский («Богородичный») — бывшее государственное село, 844 человека, 126 дворовых хозяйства, православная церковь.

Крупнейшие поселения волости по состоянию на 1914 год:
- слобода Первое Белокуракино — 7 882 жителя;
- слобода Лизино — 1 648 жителей;
- слобода Лубянка — 1 950 жителей;
- хутор Шапарский — 1 238 жителя.

Старшиной волости был Григорий Евтифиевич Токаренко, волостным писарем — Андрей Гавролович Ковтун, председателем волостного суда — Ефим Григорьевич Лубенец.